# ولفرام کورشات
ولفرام کورشات (آلمانی: Bund Deutscher Radfahrer, BDR؛ زادهٔ ۱۷ مهٔ ۱۹۷۵) دوچرخه‌سوار اهل آلمان است.